# 007 Racing
007 Racing est un jeu vidéo de combat motorisé mêlant des phases d'action, développé par Eutechnyx Limited et édité par Electronic Arts. Il est sorti sur PlayStation en décembre 2000.
Basé sur la licence James Bond, il permet d'incarner le célèbre agent britannique dans une série de missions à bord de véhicules aperçus dans les films, tels que l'Aston Martin DB5 ou encore la BMW Z3.

## Synopsis
Après une mission de sauvetage en Europe de l’Est, l'agent britannique James Bond est envoyé à New York afin d'enquêter sur la disparition d'une cargaison d'armes dans l'Atlantique Nord.

## Véhicules disponibles
007 Racing propose au joueur de diriger cinq véhicules:
- l'Aston Martin DB5, que l'on peut apercevoir dans le film Goldfinger.
- la Lotus Esprit, visible dans L'Espion qui m'aimait.
- la BMW Z3, que l'on aperçoit dans GoldenEye.
- La BMW Série 7, visible dans Demain ne meurt jamais.
- la BMW Z8, conduite par James Bond dans Le Monde ne suffit pas.
- l'Aston Martin Vantage. Ce véhicule bonus, rendu célèbre par Tuer n'est pas jouer, peut être débloqué grâce au code figurant sur la jaquette du jeu.